# 2022年のタイ王国
2022年のタイ王国では、2022年のタイ王国について述べる。2022年は、仏暦では2565年となる。当年はAPEC会議や2014年のクーデター後初となるバンコク知事選挙、COVID-19のパンデミックに伴うインフレ率の上昇などによって特徴づけられる。

## 要職者
- 国王：ワチラーロンコーン（ラーマ10世）
- 首相：プラユット・チャンオチャ

## 出来事

### 通年
- COVID-19の流行

### 1月 - 3月
- 1月初旬 - タイの生鮮市場（英語版）における豚の価格が、1キログラム当たり210から250バーツほどに上昇し、長年のうち最高値となった[1]。
- 1月10日 - カーンチャナブリー県にあるトンパープン国立公園（英語版）のパークレンジャーが、園内のキャンプ場で2頭のトラの死体を発見した[2][3]。
- 1月16日 
  - タイ政府がオミクロン株による同国初の死者が出たと報告した[4]。
  - ソンクラー県およびチュムポーン県において補欠選挙が行われ、両地域で民主党が勝利した[5][6]。
- 1月25日 - 首相のプラユットが、皇太子ムハンマド・ビン・サルマーンの招待によりサウジアラビアを公式訪問した（2日間）[7]。
- 1月30日 - バンコクの第9選挙区（ラックシー区 - チャトゥチャック区）において補欠選挙が行われ、タイ貢献党が勝利した[8]。

### 4月 - 6月
- 5月22日 - 元運輸相のチャッチャート・シッティパンが2022年バンコク都知事選挙（英語版）に勝利[9]。

### 7月 - 9月
- 8月5日 - チョンブリー県のナイトクラブ「マウンテンB」で火災が発生し、20名以上の死者が出た[10][11]。

- 8月24日 - プラユットがタイ国憲法裁判所（英語版）に、任期切れの申し立ての審議の間について「首相としての職務の一時停止」を命じられた[12][13]。
- 9月30日 - 憲法裁はプラユットの首相として8年間の任期が、クーデターによって暫定首相に就任した2014年8月末を起算点点とするのではなく、2017年の新憲法施行を起算点とする判断を下した[12][14]。すなわち、プラユットの任期が2025年まであると確定した[12]。

### 10月 - 12月
- 10月6日 - ノーンブワラムプー銃乱射事件

- 11月18日 - 第29回APEC首脳会議が開催された（2日間）[15]。
- 11月19日 - タイ海軍の艦艇「HTMSスコータイ（英語版）」が沈没。当時106人が乗船していた[16]。

## 死去

### 1月
- 1月8日 - ソーンペット・ソーンスパン（英語版）：ルクトゥン歌手[17]
- 1月12日 - ワイポット・ペットスパン：ルクトゥン歌手[18]

### 2月
- 2月24日 - ニダー・パッチャラウィーラポン：女優
- 2月28日 -ビチャイ・ラッタタル : 政治家、外務大臣、副首相 [19]